# Balaciu
Balaciu é uma comuna romena localizada no distrito de Ialomiţa, na região de Muntênia. A comuna possui uma área de  km² e sua população era de 1811 habitantes segundo o censo de 2007.